# Philadelphi-Passage
Eine Grafik der ARD-Tagesschau zeigt die Lage der Philadelphi-Passage

Link zum Bild

Israelische Militär-Korridore. Der Philadelphi-Korridor liegt an der Grenze zu Ägypten

Die Philadelphi-Passage (hebräisch ציר פילדלפי; arabisch محور صلاح الدين), auch als Philadelphi-Korridor oder Philadelphi-Route bezeichnet, ist der Codename der Israelischen Verteidigungsstreitkräfte (IDF) für eine 14 Kilometer lange Sicherheitszone zwischen der ägyptischen Grenze und dem Gazastreifen. Sie wurde 1967 während der Besatzung Gazas nach dem Sechstagekrieg eingerichtet und diente der israelischen Armee als gesicherter Patrouillenweg zwischen dem Territorium Israels und dem Mittelmeer. Die Oslo-Abkommen mit der Palästinensischen Befreiungsorganisation (PLO) gaben Israel das Recht zur militärischen Kontrolle der Passage. Beim Rückzug aus dem Gazastreifen im Jahr 2005 gab Israel dieses an Ägypten ab. Von diesem Zeitpunkt an verlief hier die einzige Grenze des Gazastreifens, die nicht direkt von Israel kontrolliert wurde. Es kam in der Folge zu einem massiven Ausbau des Tunnelsystems in Gaza, welches die Passage untertunnelte und durch das unter anderem Güter, Waffen und Menschen geschmuggelt wurden.
Infolge des innerpalästinensischen Konflikts um Gaza im Juni 2007 verfügte Ägypten noch vor der Machtübernahme der Hamas im Gazastreifen die permanente Schließung des Grenzübergangs.
Ende Mai 2024 gewann Israel im Gazakrieg die militärische Kontrolle über die Passage zurück. Bis heute ist sie weitgehend frei von Gebäuden. Der einzige offizielle Grenzübergang zwischen Gaza und Ägypten, der durch die Philadelphi-Passage führte, war der Grenzübergang Rafah.

## Bezeichnung
Philadelphi ist ein israelisches Codewort, dem keine historische oder geografische Bezeichnung zugrunde liegt. Philadelphia ist der antike griechische Name von Amman. Die arabische Bezeichnung „Mihwar Salah al-Din“ (Saladin-Achse) bezieht sich auf die Hauptstraße des Gazastreifens, die Saladinstraße, die von Nordosten bis nach Ägypten führt.

## Kontrolle durch Israel
Die Philadelphi-Passage ist 14 Kilometer lang und an der schmalsten Stelle etwa 100 Meter breit. Ursprünglich bestand die von den Israelis errichtete Sicherheitszone auf der Gaza-Seite aus mehreren Metern hohen Stahlträgern auf Betonfundamenten mit Beobachtungs- und Gefechtskanzeln sowie einer Fahrstraße zwischen dieser Stahlmauer und einem weiteren Zaun unmittelbar an der ägyptischen Staatsgrenze. Auf der Gaza-Seite schließt sich daran ein von Hindernissen wie Bäumen und Häusern leergeräumter weiterer Landstreifen an. Nach Informationen der NGO Human Rights Watch wurden von Israel insgesamt rund 1600 palästinensische Häuser zerstört, um die Philadelphi-Passage gemäß den Oslo-Abkommen militärisch zu kontrollieren. Die Passage teilt die Stadt Rafah in einen palästinensischen Teil und einen ägyptischen Teil. In Rafah befindet sich der einzige Grenzübergang zwischen Ägypten und Gaza.
Entsprechend Israels einseitigen Abkoppelungsplan aus dem Jahr 2004, der auch den Abzug aus dem seit dem Sechstagekrieg von Israel besetzten Gazastreifen vorsah, zogen sich die IDF im Jahr 2005 auch aus der Philadelphi-Passage zurück. Vor dem Rückzug der Israelis aus dem Gazastreifen gab es verschiedene Überlegungen über die weitere Kontrolle der Passage. Ein Verbleib des israelischen Militärs erforderte eine größere Sicherheitszone. Ein Plan war, einen vom Mittelmeer gespeisten Kanal anzulegen, der gegen Angriffe und Tunnel schützen sollte. Die erforderliche Breite von 130 bis 290 m hätte aber den Abriss von 1.500 Häusern erfordert. Schlussendlich beschloss die israelische Regierung, ihr Militär gänzlich aus der Philadelphi-Passage zurückzuziehen und die Grenzkontrolle der ägyptischen Armee zu überlassen.
In Rafah waren in der Zeit der israelischen Besatzung (1967–2005) vier Gruppen palästinensischer Paramilitärs stationiert, die jeweils einer anderen politischen Organisation angehörten: die al-Quds-Brigaden (Islamischer Dschihad in Palästina), die 'Izz al-Din Qassam-Brigaden (Hamas), die al-Aqsa-Märtyrerbrigaden (Fatah) und die Nasser-Salah al-Din-Brigaden (Volkswiderstandskomitee), die als gemeinsames Ziel die Beendigung der israelischen Besetzung des Gazastreifens einte.

## Kontrolle durch Ägypten
Ägypten hatte seit dem israelischen Rückzug 2005 faktisch die Kontrolle über die Philadelphi-Passage. Die Bedingung Israels für die Übergabe der Kontrolle des Grenzstreifenens zwischen Gaza und Ägypten war, dass Ägypten effektiv den Schmuggel in den Gazastreifen verhindert bzw. bekämpft. Wie Stephan Roll von der Stiftung Wissenschaft und Politik gegenüber der ARD-Tagesschau erklärte, wurde das Schmuggelgeschäft – insbesondere der Schmuggel von Waffen, Munition und anderen militärisch verwendbaren Gütern – von ägyptischer Seite nicht im ausreichenden Maß gestoppt. Letztendlich könnte das den ägyptischen Grenzschützern von Israel vorgeworfene Versagen Mitschuld am Erstarken der Hamas im Gazastreifen gewesen sein. Zwei Vorwürfe, die letztendlich den kriegsauslösenden Terrorüberfall der Hamas auf Israel am 7. Oktober 2023 begünstigt oder sogar erst möglich gemacht haben, stehen dabei im Raum. „Erstens: Dass die Hamas über Tunnel den Schmuggel fortsetzen und sogar ausbauen konnte. Zweitens: Dass auch über den oberirdischen Grenzverkehr am Grenzübergang Rafah militärische Güter in den Gazastreifen gelangen konnten.“
Im Zuge der Übergabe 2005 erlaubte Israel Ägypten die zusätzliche Stationierung von 750 ägyptischen Soldaten in der laut Israelisch-ägyptischem Friedensvertrag entmilitarisierten Zone. Ägypten begann Anfang des Jahres 2008 mit der Errichtung einer 3 m hohen Sperrmauer, die auf einer Teilstrecke des Grenzverlaufs die bisherigen Stacheldrahtsperranlagen ersetzen sollte. Am 23. Januar 2008 wurde der von Ägypten errichtete Beton- und Stahlwall von militanten Palästinensern an mehreren Stellen gesprengt. Während der israelischen Blockade Gazas knapp gewordene Güter, darunter auch solche, die militärisch nutzbar waren, konnten nun von den Palästinensern ungehindert in Ägypten eingekauft werden.

## Tunnelbau und Schmuggel

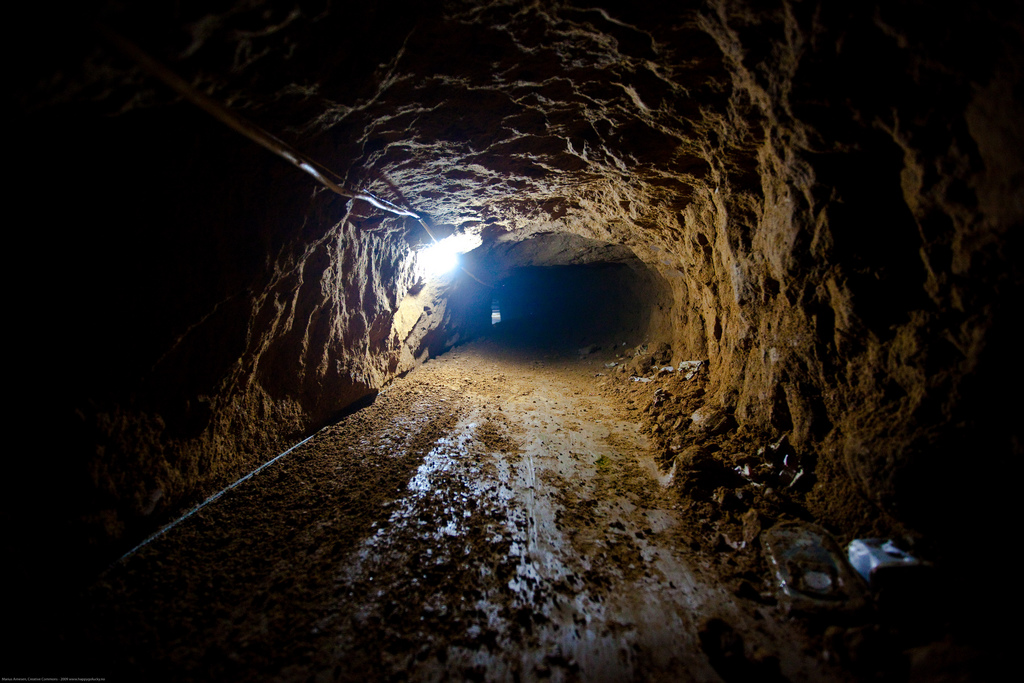
Schmuggeltunnel in Rafah

Der Hauptzweck der Passage war die Verhinderung des Schmuggels (etwa von Waffen, Munition, Zigaretten, Drogen, Banknoten und Personen) zwischen Ägypten und dem Gazastreifen. Die Palästinenser bauten zahlreiche Tunnel, welche die auf einer Länge von 4 km getrennten Stadtteile verbanden und den Schmuggel von Gütern und Personen von und nach Ägypten ermöglichten.
Bis Juli 2014 zerstörte die ägyptische Armee angeblich über 1600 Tunnel zwischen Ägypten und dem Gazastreifen, die zum Schmuggel von Waffen und Alltagsgütern in den Gazastreifen gebaut und betrieben worden waren. Nachdem die Israelis am 29. Mai 2024 im Verlauf des Gazakrieges wieder die Kontrolle über die Philadelphi-Passage übernommen hatten, teilte der Chefsprecher der israelischen Armee, Daniel Hagari, mit, dass die IDF etwa 20 Tunnel entlang des Korridors entdeckt hätte. Eine 1,5 Kilometer lange Tunnelroute, die im östlichen Rafah entdeckt worden war und in der „große Mengen an Waffen“ vorgefunden worden waren, wurde nach Aussage Hagaris von den Soldaten der israelischen Armee zerstört; der Eingangsschacht dieses Tunnels befand sich auf palästinensischem Hoheitsgebiet 100 Meter vom Grenzübergang Rafah entfernt. Im staatlichen ägyptischen Nachrichtensender „Al-Qahera News TV“, der sich auf „hochrangige“ ägyptische Quellen bezog, wurden die Israelischen Berichte über die Existenz noch unzerstörter Tunnel zwischen dem Gazastreifen und Ägypten, dementiert.